# マクシム (雑誌)
マクシム（Maxim）は、イギリスの月刊の男性向け雑誌。デニス・パブリッシングにより所有されている。1995年創刊され、各国のバージョンが作られている。